# Teylingen
Teylingen (nizozemska izgovorjava: [ˈtɛilɪŋə(n)] ()) je občina v zahodni Nizozemski, v provinci Južna Holandija . Ustanovljena je bila 1. januarja 2006 z združitvijo Sassenheima, Voorhouta in Warmonda. Ime je dobila po gradu Teylingen, ki se nahaja v Voorhoutu. Leta 2019 je  občina imela 37.061 prebivalcev.
Občina meji na Noordwijkerhout in Lisse na severu, Haarlemmermeer in Alkemade na vzhodu, Leiderdorp in Leiden na jugu, Oegstgeest in Katwijk na zahodu. Nahaja se na območju, imenovanem "regija sipin in čebulnic" (Duin-en Bollenstreek). Kagerplassen vodna telesa so vzhodno od Sassenheima.

## Naselitveni centri
- Sassenheim - lokacija mestne hiše
- Teijlingen, z gradom
- Voorhout (upravno središče)
- Warmond

## Topografija
- Nizozemski topografski zemljevid Teylingena, junij 2015

## Galerija slik
- Ruševine gradu Teylingen
- Skulptura Beeld Lucas de Wit2 1994 Raadhuisplein Voorhout
- Kaag društvo na Kagerskem jezeru
- Sassenheim, - panorama
- Jadranje na Kaagu, Warmond